# Dieter Simon (Eishockeyspieler)
Dieter Simon (* 20. Februar 1953) ist ein ehemaliger deutscher Eishockeyspieler und seit 1999 Mitglied der Hall of Fame des deutschen Eishockeymuseums.

## Karriere
Er spielte von 1972 bis 1984 für die SG Dynamo Weißwasser in der DDR-Oberliga (Eishockey), mit der er 1973, 1974, 1975 und 1981 DDR-Meister wurde.
International spielte er für die Eishockeynationalmannschaft der DDR bei den Eishockey-Weltmeisterschaften von 1973 bis 1983. Insgesamt absolvierte er 184 Länderspiele, in denen er 32 Tore erzielte und 29 Torvorlagen gab.

## Statistik International
(Legende zur Spielerstatistik: Sp oder GP = absolvierte Spiele; T oder G = erzielte Tore; V oder A = erzielte Assists; Pkt oder Pts = erzielte Scorerpunkte; SM oder PIM = erhaltene Strafminuten; +/− = Plus/Minus-Bilanz; PP = erzielte Überzahltore; SH = erzielte Unterzahltore; GW = erzielte Siegtore; 1 Play-downs/Relegation; Kursiv: Statistik nicht vollständig)